# لکسیس‌نکسیس
لکسیس‌نکسیس (به انگلیسی: LexisNexis) یک شرکت ارائه‌دهندهٔ تحقیقات حقوقی با کمک رایانه ( CALR ) و همچنین تحقیقات تجاری و خدمات مدیریت ریسک است. در طول دهٔ ۷۰، لکسیس‌نکسیس پیشگام دسترسی الکترونیکی از اسناد قانونی و روزنامه‌نگاری بوده‌است. از سال۲۰۰۶، این شرکت دارای بزرگترین بانک اطلاعات الکترونیکی در جهان برای اطلاعات مربوط به سوابق قانونی و عمومی است.

## انتقاد و جنجال
در نوامبر سال ۲۰۱۹، حقوقدانان و فعالان حقوق بشر از لکسیس‌نکسیس خواستند که کار خود را درمورد اعمال مهاجرت و گمرک ایالات متحده متوقف کند زیرا کار آنها مستقیماً به اخراج مهاجرت غیرقانونی کمک می‌کند.
مطابق دستورالعمل مقامات چینی، در سال ۲۰۱۷ لکسیس‌نکسیس را از چین خارج کردند.
- در سال ۲۰۱۰ و ۲۰۱۱، کمپین حقوق بشر، لکسیس‌نکسیس را به عنوان شرکتی معرفی کرد که به خوبی با کارمندان لزبین، همجنسگرا، دوجنسگرا و تراجنسیتی رفتار می‌کند.[۷]
- مجله آموزش بین سالهای ۲۰۰۷ و ۲۰۱۰ لکسیس نکسیس را در لیست "آموزش بالای ۱۲۵" قرار داد. در سال ۲۰۰۸ این شرکت در رتبه ۲۶ قرار داشت و نسبت به سال گذشته ۶ رتبه افزایش یافت، اما در سال ۲۰۰۹ این رتبه ۷۱ و در سال ۲۰۱۰ در رتبه ۱۰۵ قرار گرفت.[۸]
- در سال ۲۰۱۲، لکسیس‌نکسیس جایزه SIIA CODIE را برای بهترین منبع اطلاعات سیاسی دریافت کرد.[۹]
- در سال ۲۰۱۳، لکسیس‌نکسیس SmartMeeting برنده جایزه استیوی برای فروش و خدمات به مشتری شد.[۱۰]
- در سال ۲۰۱۴، لکسیس‌نکسیس جایزه SIIA CODIE را برای بهترین راه حل اطلاعات تجاری کسب کرد.[۱۱]